# Earophila chillanensis
Earophila chillanensis fue una división taxonómica para una especie de polilla perteneciente a la familia Geometridae, descrita por primera vez por Montagu Russell Butler habiendo sido descrita en 1882, con distribución en Chile. El holotipo de la especie fue descrita en los alrededores del termas de Chillán. Carece de descripción de su especie holotipo, poco se supo de esta polilla.
El nombre fue borrado del Global Biodiversity Information Facility en noviembre de 2022. En algunas bases de datos es puesta como sinonimia de Anticlea chillanensis.